# Stack Overflow
A Stack Overflow egy széles körű, programozással kapcsolatos kérdéseket és válaszokat tartalmazó weblap.
A weblap lehetőséget nyújt a felhasználóknak kérdezésre és válaszadásra, és – a tagság által biztosított aktív részvétel segítségével – kérdések és válaszok pozitív/negatív értékelésére, valamint az egyes kérdések és válaszok szerkesztésére, amolyan wiki stílusban. A Stack Overflow felhasználói „hírnév pontokat” (Reputation points (angolul)) és „kitüntetéseket” (Badges (angolul)) szerezhetnek; például, egy személy tíz hírnév pontot kap adott válasza pozitív értékelése esetén, valamint kitüntetést is kaphat, ha legalább tízen ugyanígy értékelik hozzájárulását (Nice answer (angolul)).
2009 júniusában az oldal körülbelül 72 ezer regisztrált felhasználóval rendelkezett és 207 ezer kérést tartalmazott. A kérdésekhez rendelt címkék (Tags (angolul)) alapján a leggyakoribb témák: C#, .NET, Java, ASP.NET, C++, JavaScript, PHP, Python, SQL programozási nyelv és SQL Server.

## Történet
Az oldalt Jeff Atwood és Joel Spolsky hozta létre 2008-ban, hogy egy sokkal nyíltabb alternatívát nyújtson, mint a korábbi hasonló célú fórumok (például a fizetős Experts Exchange). Az oldal nevét 2008 áprilisában, demokratikus szavazás útján választották Atwood saját, népszerű blogjában, a Coding Horrorban. Az oldal logója szintén szavazás tárgyát képezte. 2008. július 31-én Jeff meghívókat küldött szét, bátorítva olvasóit a privát béta-tesztelésben való részvételre, egyúttal korlátozva a használatát azokra, akik tényleg ki akarták próbálni. 2008. szeptember 15-én jelentette be a nyilvános béta-tesztet, és immáron a nyilvánosság is találhatott segítséget programozással kapcsolatos gondjaikhoz az oldalon.

## Technológia
A Stack Overflow ASP.NET programozási környezetben készült az ASP.NET MVC (Model-View-Controller (angolul), azaz modell-nézet-vezérlés) keretrendszerének felhasználásával. A regisztrálatlan felhasználók hozzáférnek a legtöbb funkcionalitáshoz, miközben az OpenID-vel regisztrált társaik használhatják a fennmaradó lehetőségeket (például, saját profilt készíthetnek).

## Testvéroldalak
2009 áprilisában a Stack Overflow tulajdonosai megkezdték a Server Fault testvéroldal privát béta-tesztelését. Ez az oldal kizárólag olyan kérdésekkel és válaszokkal foglalkozik, ami a rendszer-adminisztrátorok területéhez tartozik. Az oldal nyilvános béta-tesztelése 2009 júniusa óta tart.
2009 júliusában indult „majdnem-privát béta-tesztelésként” (semi-private beta (angolul)) a második testvéroldal, a Super User, amely teret biztosít bármely, számítástechnikával kapcsolatos kérdésnek és válasznak (nemcsak a programozással és rendszer-adminisztrációval foglalkozókat).
2009 június végén jött létre a Meta Stack Overflow oldal, amely magukról a testvéroldalakról szóló, különféle és magasabb szintű (meta-level (angolul)) kérdések megvitatásának ad teret. A legtöbb, támogatással, új funkciókkal és hibajelentésekkel foglalkozó bejegyzés már átkerült a korábban erre a célra használt stackoverflow.uservoice.com oldalról július közepére.

## Fordítás
- Ez a szócikk részben vagy egészben  a   Stack_Overflow című angol Wikipédia-szócikk fordításán alapul.  Az eredeti cikk szerkesztőit annak laptörténete sorolja fel. Ez a jelzés csupán a megfogalmazás eredetét és a szerzői jogokat jelzi, nem szolgál a cikkben szereplő információk forrásmegjelöléseként.